# More (音楽グループ)
More（モア）は、日本のヴィジュアル系バンド。2015年結成。

## メンバー
- Loki （ロキ）：ヴォーカル。12月22日生まれ。血液型B型。元Sugar。
- JUDY隼（ジュディじゅん）：ギター。埼玉県出身。2月13日生まれ。血液型AB型。2016年現在すべての楽曲の作曲を手掛けている。
- En'ya（エンヤ）：ベース。10月7日生まれ。兵庫県出身。血液型B型。12012では本名の塩谷（えんや）朋之で活動している。
- 由寧（ゆね）：ドラムス。2月7日生まれ。血液型B型。the GazettEの初期メンバー。

## サポートメンバー
- 山光（やまみつ）：ピアノ、キーボード。3月22日生まれ。血液型A型。

## 経歴
- 2015年
  - 6月24日、1枚目のDVD『hypno』リリース。
  - 6月25日、高田馬場AREAにて始動ライブ「the  Banquet of Dunamis」を開催。
  - 10月2日、高田馬場AREAにて主催ライブ「the Banquet of Energeia」を開催。
  - 10月7日、2枚目のDVD『morphe』リリース。
  - 12月20日、浦和ナルシスにてLokiバースディ主催「Stray Sheep」を開催。
- 2016年
  - 2月6日、ミニアルバムの発売に先駆けて「琥珀」のミュージックビデオを公式サイトのショップで配信開始。のちにiTunes Storeでも配信される。
  - 3月16日、1枚目のミニアルバム「PARADIGMA」リリース。
  - 3月20日、高田馬場AREAにて主催ライブ「the Circus of PARADIGMA」を開催。
  - 6月26日、池袋EDGEにて初のワンマンライブ「THE PARADIGMATIC SHOW」を開催。当日限定発売シングル「春夏秋冬」がリリースされた。のちに形を変えて改めて会場限定シングルとして販売されているが、この日発売されたものはバラのサシェ（香り袋）が同封されている。
  - 10月8日、名古屋HOLIDAY NEXTにて主催ライブ「THE CIRCUS OF PARADIGMA Vol.2」を開催。
  - 10月9日、梅田Zeelaにて主催ライブ「THE CIRCUS OF PARADIGMA Vol.3」を開催。
  - 12月18日、新宿ミノトールにてLoki バースディワンマン「Stray Sheep Vol.2～banquet～」を開催。この公演はディナーショー形式である。
- 2017年
  - 1月12日～2月1日、東京、大阪、名古屋、仙台でSHAPE SHIFTERとのカップリングツアー「In The Depth.」を開催。